# Northolt (Metropolitano de Londres)
Northolt é uma estação da linha Central do Metropolitano de Londres em Northolt, no borough londrino de Ealing. Fica na Zona 5 do Travelcard e entre as estações Greenford e South Ruislip.

## História
A Great Western Railway construiu uma parada logo a leste deste local, chamada Northolt Halt, em 1907, em sua "New North Main Line" (agora a linha Acton-Northolt) para Birmingham. Foi renomeado para Northolt (para West End) Halt, antes de ganhar o status de estação com seu nome original mais curto. Foi fechada em 1948 quando a linha Central foi estendida em um novo par de trilhos de North Acton, a atual estação de metrô Northolt abrindo no lado oposto da ponte rodoviária em 21 de novembro de 1948. A inauguração havia sido planejada para a década de 1930, mas foi adiada pela Segunda Guerra Mundial.

## A estação hoje
A estação possui uma plataforma central com acesso de passageiros a partir do saguão de reservas. Os trens que terminam na estação podem usar um desvio a oeste das plataformas para deixar as linhas de circulação e seguir para o leste mais tarde ou um cruzamento a leste da estação para um retorno mais imediato ao centro de Londres.
Em 2018, foi anunciado que a estação ganharia acesso gratuito até 2022, como parte de um investimento de £ 200 milhões para aumentar o número de estações acessíveis no metrô.
Ao norte dos trilhos da linha Central, há o trilho único da linha Acton-Northolt de Paddington, que agora é usado por trens de carga e um único "serviço parlamentar" de passageiros diário (operado pela Chiltern Railways) entre Paddington e Gerrards Cross. Não há mais plataformas nesta linha.

## Galeria

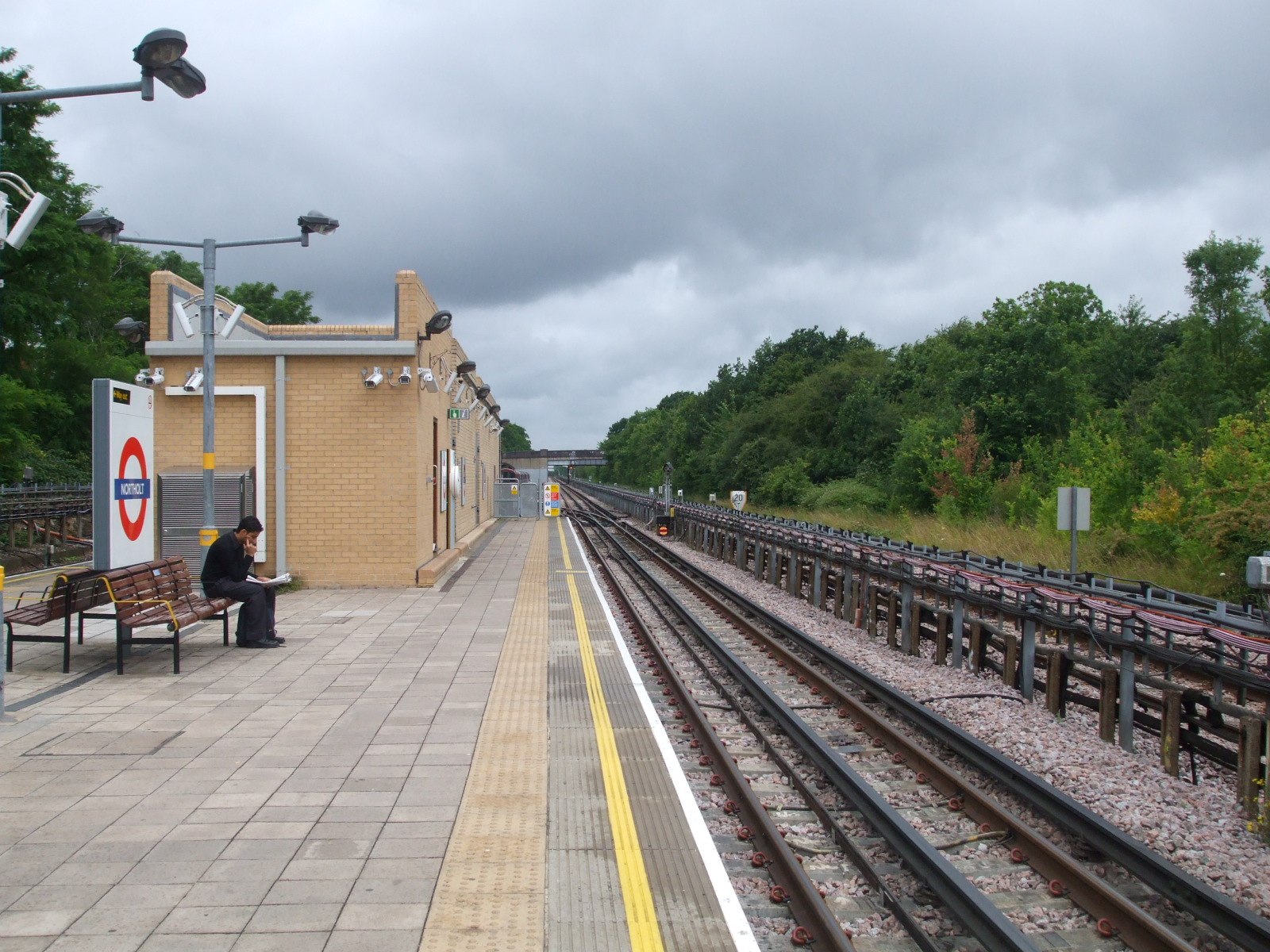
Olhando para o oeste, com a rota ex-GWR à direita e o desvio visível à frente
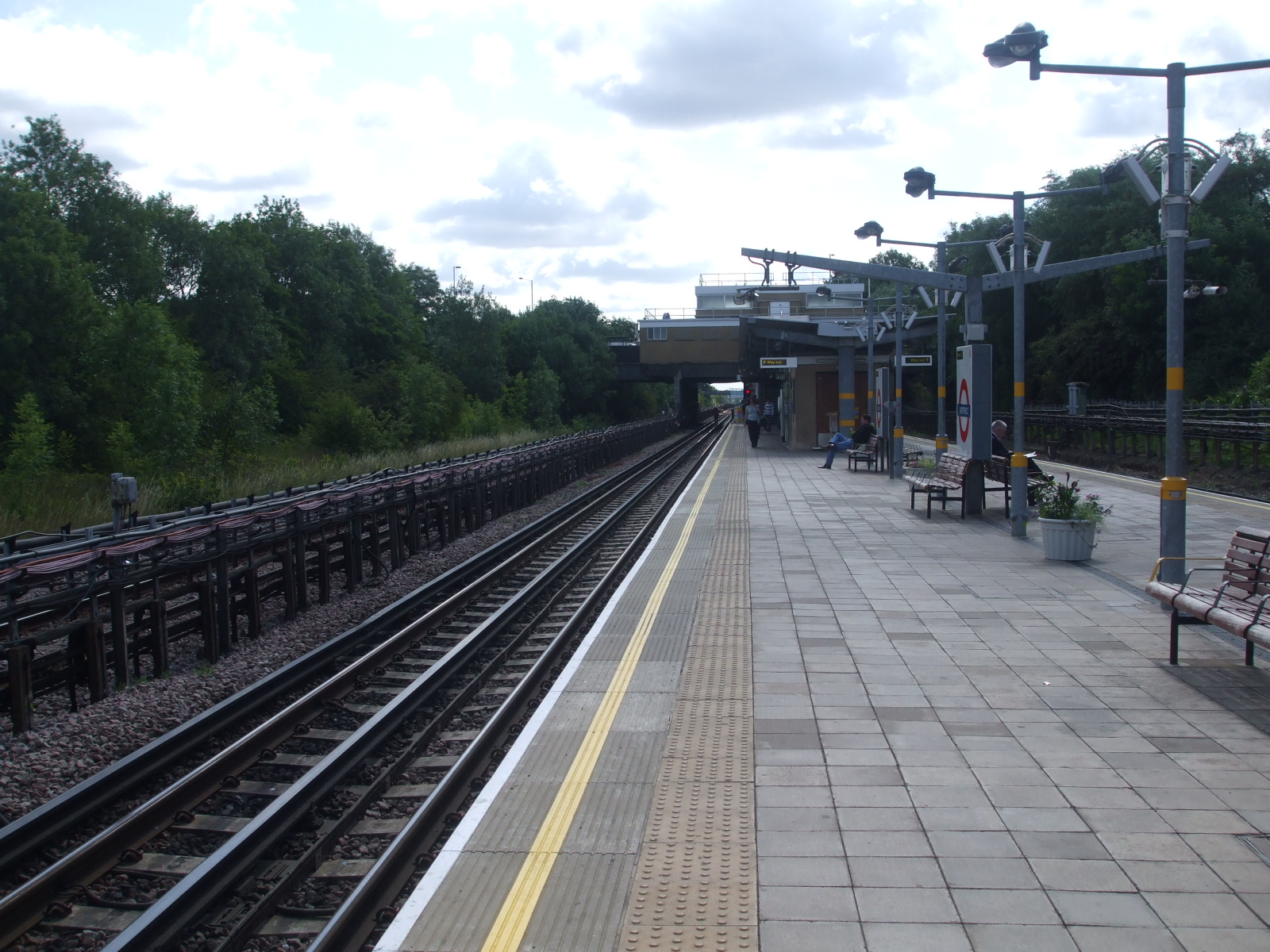
Olhando para o leste ao longo da plataforma central
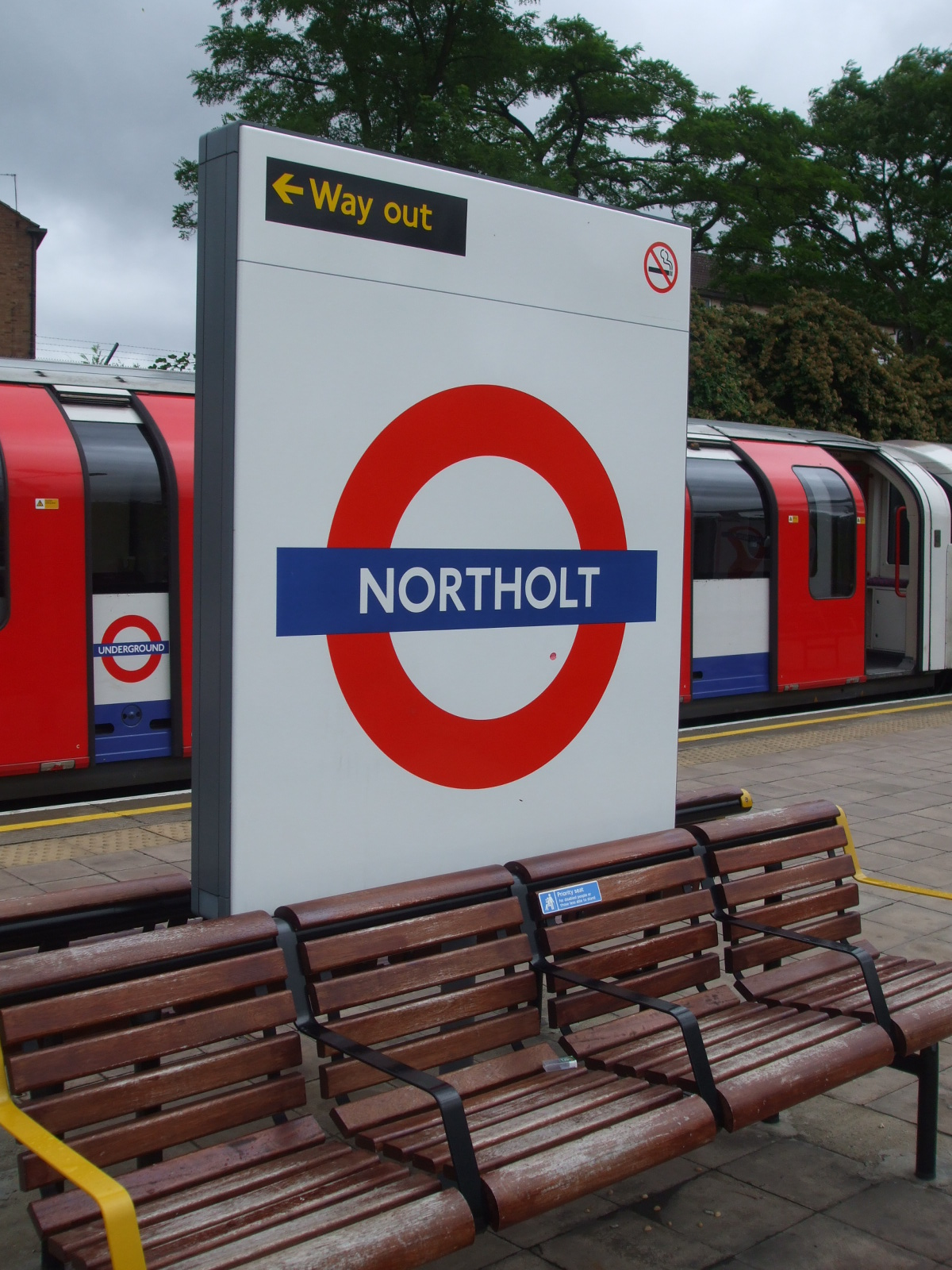
Roundel na face da plataforma a leste

## Conexão
As linhas de ônibus de Londres 90, 120, 140, 282, 395, E10, X140 e a linha noturna N7 servem a estação.